# Württemberg (casato)

Stemma del Casato del Württemberg

Il Casato del Württemberg è una famiglia reale europea e una dinastia tedesca del Württemberg. La Casata trae le sue origini, secondo recenti ricerche, probabilmente in prossimità della dinastia Salica.

## Storia

### Origini
Gli antenati della casata Württemberg, che allora si chiamava "Wirtemberg" si stabilirono nella zona di Stoccarda intorno al 1080. Corrado del Württemberg diventò erede del casato di Beutelsbach e costruì il castello di Wirtemberg. Intorno al 1089, fu creato conte. I loro domini, che inizialmente comprendevano solo gli immediati dintorni del castello, aumentarono costantemente, principalmente attraverso acquisizioni come quella di Tubinga.

### Ascesa
Nella dieta di Worms del 1495, il conte Eberardo V fu elevato a duca (Herzog) dal re di Germania e poi imperatore del Sacro Romano Impero Massimiliano I. Nel periodo 1534-1537, il duca Ulrico introdusse la riforma protestante e divenne il capo della Chiesa protestante locale.
Nel XVIII secolo, la linea protestante maschile si estinse e come capo della casata subentrò il duca Carlo Alessandro, che era cattolico. Nonostante i governanti cattolici, il protestantesimo sopravvisse come chiesa istituita, gestita da un consiglio della chiesa composta dai membri della nobiltà del Württemberg. Dal 1797, con l'ascesa del duca Federico II, la famiglia ducale ritornò ad essere protestante.

### Regno del Württemberg
Durante gli sconvolgimenti politici del regno di Napoleone I, essendo un alleato di questi, il Württemberg entrò a far parte della Confederazione del Reno: il duca Federico II fu creato elettore nel maggio 1803, ricevette e riunì i domini secolarizzati e mediatizzati, che ampliarono notevolmente l'estensione territoriale del suo paese. Nel gennaio 1806 fu creato re del Württemberg.
Nel 1828 il re Guglielmo I adottò una nuova legge familiare, nella quale erano stati stabiliti diritti e doveri della famiglia regnante, la regola dell'esclusiva primogenitura in linea maschile e restrizioni matrimoniali verso i pari livello.
Nel 1867 la casata creò il ducato reale di Urach in favore del principe Guglielmo di Urach, che era escluso dai diritti di successione essendosi i suoi genitori sposati morganaticamente nel 1800. Per lo stesso motivo nel 1871 venne creato il ducato reale di Teck per Francesco di Teck.

### Caduta del Regno
Alla fine della prima guerra mondiale, durante la Rivoluzione germanica tutte le monarchie in Germania furono abolite e il re Guglielmo II abdicò il 30 novembre 1918. Alla sua morte, nel 1921, il ramo principale della casata si estinse e la guida della casata passò ad un lontano parente, il duca Alberto del Württemberg.

## Sovrani del Württemberg

### Capi del casato del Württemberg dal 1918
La linea di successione legale del casato del Württemberg continua fino ad oggi, anche se la casata non ha più alcun ruolo politico. Per i successivi governanti vedi ministri e presidenti del Württemberg.
- Il re Guglielmo II, 1918-1921
- Il duca Alberto, 1921-1939
- Il duca Filippo Alberto, 1939-1975
- Il duca Carlo, 1975-2022
- Il duca Guglielmo, dal 2022

## Rami del casato del Württemberg
Tutti i rami del casato discendono dal duca Federico II Eugenio del Württemberg (1732–1797) sulle basi della primogenitura agnatica.
- Il primo ramo discende da Federico I di Württemberg e si estinse con la morte di Guglielmo II del Württemberg nel 1921.
- Il secondo ramo discende dal duca Ludovico Federico Alessandro del Württemberg e ad esso appartengono i duchi di Teck. Questo ramo si estinse alla morte di George Cambridge, II marchese di Cambridge nel 1981. Era escluso dalla successione in seguito al matrimonio morganatico del duca Alessandro del Württemberg con la contessa Claudine Rhédey von Kis-Rhéde. Una linea femminile che discende da questo ramo comprende la regina Elisabetta II del Regno Unito.
- Il terzo ramo "Pokój" discende dal duca Eugenio Federico del Württemberg e si estinse con la morte del duca Nicola del Württemberg nel 1903.
- Il quarto ramo discende dal duca Guglielmo Federico di Württemberg e ad esso appartengono i duchi di Urach. Questo ramo è tuttora esistente, ma come per il ramo Teck, non gode dei diritti di successione in seguito al matrimonio morganatico del duca Guglielmo Federico Filippo con la baronessa Wilhelmine von Tunderfedt-Rhodes nel 1800. Il primo duca fu tuttavia creato "altezza serenissima" negli anni 1860. L'attuale capo di questo ramo è il duca Guglielmo Alberto di Urach.
- Il quinto ramo "Altshausen" discende dal duca Alessandro Federico di Württemberg. L'attuale pretendente al trono del Württemberg, il duca Wilhelm, appartiene a questo ramo.

Attraverso i matrimoni dei suoi membri femminili, molte famiglie reali, discendono da ognuno dei rami Württemberg. Le casate reali includono: Borbone, Liechtenstein, Orléans, Windsor, Wied-Neuwied, ecc.

## Fonti
- Robert Uhland (Hrsg.): 900 Jahre Haus Württemberg. Leben und Leistung für Land und Volk. Stuttgart 1984, ISBN 3-17-008536-0
- Gerhard Raff: Hie gut Wirtemberg allewege I. Das Haus Württemberg von Graf Ulrich dem Stifter bis Herzog Ludwig. Mit einer Einleitung von Hansmartin Decker-Hauff. Stuttgart 1988, ISBN 3-89850-110-8
- Gerhard Raff: Hie gut Wirtemberg allewege II. Das Haus Württemberg von Herzog Friedrich I. bis Herzog Friedrich III. Mit den Linien Stuttgart, Mömpelgard, Weiltingen, Neuenbürg, Neuenstadt am Kocher und Oels in Schlesien. Degerloch 1993, ISBN 3-89850-108-6
- Gerhard Raff: Hie gut Wirtemberg allewege III. Das Haus Württemberg von Herzog Wilhelm Ludwig bis Herzog Friedrich Karl. Mit den Linien Stuttgart, Winnental, Neuenstadt am Kocher, Neuenbürg, Mömpelgard und Oels, Bernstadt und Juliusburg in Schlesien und Weiltingen. Degerloch 2002, ISBN 3-89850-084-5
- Sönke Lorenz, Dieter Mertens, Volker Press (Hrsg.): Das Haus Württemberg. Ein biographisches Lexikon. Kohlhammer, Stuttgart 1997, ISBN 3-17-013605-4
- Harald Schukraft: Kleine Geschichte des Hauses Württemberg. Tübingen 2006, ISBN 3-87407-725-X
- Sabine Thomsen: Goldene Bräute. Württembergische Prinzessinnen auf europäischen Thronen, Silberberg Verlag, Tübingen 2010 ISBN 978-3-87407-867-2